# Giro d'Italia de 1914
Giro d'Italia de 1914 foi a sexta edição da prova ciclística Giro d'Italia (Corsa Rosa), realizada entre os dias 24 de maio e 7 de junho de 1914.
A competição foi realizada em 8 etapas com um total de 3.162 km.
O vencedor foi o ciclista Alfonso Calzolari. Largaram 86 competidores cruzaram a linha de chegada 24 corredores.